# Benito Carbone
Benito "Benny" Carbone, italijanski nogometaš, * 14. avgust 1971, Bagnara Calabra, Italija.
Igral je za klube: Torino, Reggina, Casertana, Ascoli, Torino again, Napoli, Inter, Sheffield Wednesday, Aston Villa, Bradford City, Derby, Middlesbrough, Como, Parma in Vicenza.